# Charles Vinci
Charles Thomas Vinci, Jr, noto anche come Chuck Vinci, (Cleveland, 28 febbraio 1933 – Elyria, 13 giugno 2018), è stato un sollevatore statunitense, medaglia d'oro a Melbourne 1956 e a Roma 1960 nei pesi gallo.

## Biografia
Charles Vinci vinse anche medaglie d'oro ai Giochi panamericani del 1955 e del 1959, oltre medaglie d'argento nei campionati mondiali del 1955 e del 1958 e si laureò campione nazionale senior degli Stati Uniti dal 1954 al 1956 e dal 1958 al 1961.
Durante la sua carriera stabilì 12 record mondiali nella classe dei pesi gallo, tra il 1955 e il 1960. Ha realizzato questi record in diverse modalità, ovvero nello strappo, nello slancio e nel totale.